# Stille (2020)
Stille ist ein Arthouse-Kinospielfilm des Regisseurs und Drehbuchautors Erik Borner aus dem Jahr 2020. Er war eine von 13 Produktionen, die als mögliche Kandidaten für den deutschen Beitrag beim 97. Oscar-Wettbewerb in der Kategorie „Bester internationaler Film“ eingereicht wurden. Mit Marianne Sägebrecht in einer Gastrolle sowie Michael Mendl als Hauptdarsteller konnte Borner zwei deutsche Darsteller gewinnen. Die Uraufführung fand auf den 42. Biberacher Filmfestspielen als letztes Präsenzfestival vor dem Corona shutdown statt. Zu den internationalen Auszeichnungen zählen zudem die Nominierung des Camgaroo Awards in der Kategorie „Glaube, Liebe, Hoffnung“. Auf Grund der Corona-Pandemie verschob sich der offizielle Filmstart um fast 4 Jahre. Hierfür wurde extra die AURION Filmverleih GmbH gegründet. Der deutsche Kinostart findet am 12. September 2024 statt.

## Handlung
Ein offensichtlich gestresster Mann sucht Ruhe in einem Café. Berührt von den Aussagen einiger jugendlicher Cafébesucher driftet er bald immer wieder in die idyllische Welt eines Sees, der sich ihm in den schönsten Herbstfarben zeigt. Er selbst scheint an diesem Ort zu einem alten Mann geworden zu sein, der hier verweilt und in Ruhe sein Leben genießt. Die Gedanken und Begegnungen des alten Mannes am See scheinen mit der Welt des Mannes im Café und seiner Besucher auf fast magische Weise verbunden zu sein… Denn jenseits von Stress und Alltagshektik gibt es vielleicht diesen besonderen Ort am See, den es sich lohnt hin und wieder zu besuchen. Die kleinen „Lebensstories“, die fast ohne Worte auskommen, sind eine Hommage an das Leben und laden zur Rückbesinnung ein, wieder den Moment zu leben. Ganz gleich ob mit einem herzhaften Lachen oder in einem stillen Augenblick nur für uns selbst.

## Produktion
Die Dreharbeiten von Erik Borners Kinodebüt fanden sowohl im hessischen Wiesbaden im „Heimathafen Café“, als auch in Rheinland-Pfalz direkt im ZDF statt. Dort wurde an dem besonderen Weiher auf dem Gelände des ZDF gedreht. Die Produktion Bluescreen Entertainment GmbH, Ludwigsburg, nannte sich im Jahr 2024 zur Aurion Film GmbH um.

## Kritik
„‚Wann ist der richtige Zeitpunkt den Moment zu leben?‘, so der Untertitel ihres Films. Meine Antwort: Jeder Tag, jede Stunde, jede Minute. Mein Lebensmotto war schon immer: ‚To make the best of it‘. Mit ‚Stille‘ haben sie eine kostbare Hommage an diese bewussten und dankbaren Lebensmomente geschaffen. Mitten im Leben, in einem Café, umgeben vom Straßengeschehen, bei einer Tasse Kaffee, Tee oder Schokolade, innezuhalten, den Moment dankbar genießen, über den Tag, sein Leben und seinen Sinn des Lebens nachzudenken. Arm die Menschen, die dies trotz Arbeitsstress und Tageshektik nicht vermögen. Die Seelenverwandtschaft mit der Bedienung des Cafés zu spüren, die seine innere Einkehrung versteht. Der alte Mann am See: Er blickt auf ein langes Leben dankbar zurück, schließlich teilend mit einer Frau, die dies auch in Dankbarkeit für ihr eigenes Leben teilt. Beide haben die lange Erfahrung eines Lebens mit Höhen und Tiefen. Und der Mann und die Frau im Café – vielleicht denken sie bei ihrer Reflexion auch schon über das nach, was das Leben von ihnen zu erwarten hat, Freude und Leid, Hoffnung, Glück, Erfüllung. Der Mann und die Frau am See – das sind sie selbst einmal. Eine wunderbare Kamera mit traumhaft schönen Bildern. Bilder, die von den Beiden am See innig und dankbar aufgenommen werden. Sinnbild dafür, wie reich der Mensch durch die von Gott geschaffene Natur in seinem Leben gesegnet ist. Das Wechselspiel zwischen den Menschen im Café und den Beiden am See funktioniert harmonisch durch eine perfekte Montage und sehr schöne Übergänge. Die Sprache: Poetisch verinnerlicht. Die Musik in Harmonie mit Wort und Spiel und Bildern der Natur. Wenn der Beschauer sich auf diese besondere Erzählweise, auf die Ruhe und vor allem auf die Stille in die innere Reflexion einzulassen vermag, wird er berührt sein, sich in vielem selbst erkennen und diesen Film auch als Geschenk erkennen.“

## Auszeichnungen
- In der deutschen Auswahl zum 97. Oscar-Wettbewerb in der Kategorie Best International Feature Film
- FilmLanguage Innovation Award / I Will Tell-Filmfestival 2023
- Best Indie Feature, Special Mention / Budapest Movie Awards 2023
- Best Actress & Best Actor / Marianne Sägebrecht & Michal Mendl / Carpe Diem Filmfest 2023
- Best Feature Film Award / RIFF, Roshani International Filmfestival 2023
- Best Directorial Debut & Emerging Filmmaker Award / Sensei Tokyo Filmfest 2023
- Best Foreign Film / New Hope Filmfestival 2021
- Best Producer / Kyiv Filmfestival (Ukraine) 2021
- Best Director / LIFF London Indie Filmfestival 2021
- Best Actor / Michael Mendl / Washington Filmfestival 2020
- Award of Excellence Special Mention / Accolade Global Film Competition 2020